# Almaty Towers
«Almaty Towers» (первоначальное название — «Рахат Тауэрс») — многофункциональный деловой комплекс из двух небоскрёбов в городе Алма-Ата. Деловой комплекс построен как офисный и торгово-развлекательный центр на первом этаже.

## История и описание объекта
Здание построено на месте хлебозавода № 1. Almaty Towers строился с 2004 по 2008 год рядом с отелем Rahat Palace. Две башни и отель соединены несколькими этажами внизу. Высота башен составляет 100 метров, количество этажей — 25. Другое известное алматинское здание гостиница «Казахстан» имеет такую же высоту. Общая площадь всего комплекса около 89 000 м². Интересной особенностью является особая подсветка зданий, особенно заметная в тёмное время суток. Здание расположено на пересечении улиц Сатпаева/Байзакова.
После того, как Рахат Алиев (бывший зять Нурсултана Назарбаева) попал в опалу и бежал из страны, башни были переименованы в Almaty Towers.
В ноябре 2011 года в северную башню комплекса въехала Казахстанская фондовая биржа.

## Архитектура
Здания возведены по монолитно-каркасной технологии и облицованы серым керамогранитом в сочетании с тонированным витражным остеклением.

## Галерея
- Строительство башен, 2006 год
- Вид на башни. Март 2009 года
- Башни в июне 2009 года
- Фасадная иллюминация башен вечером